# Notocrypta maria

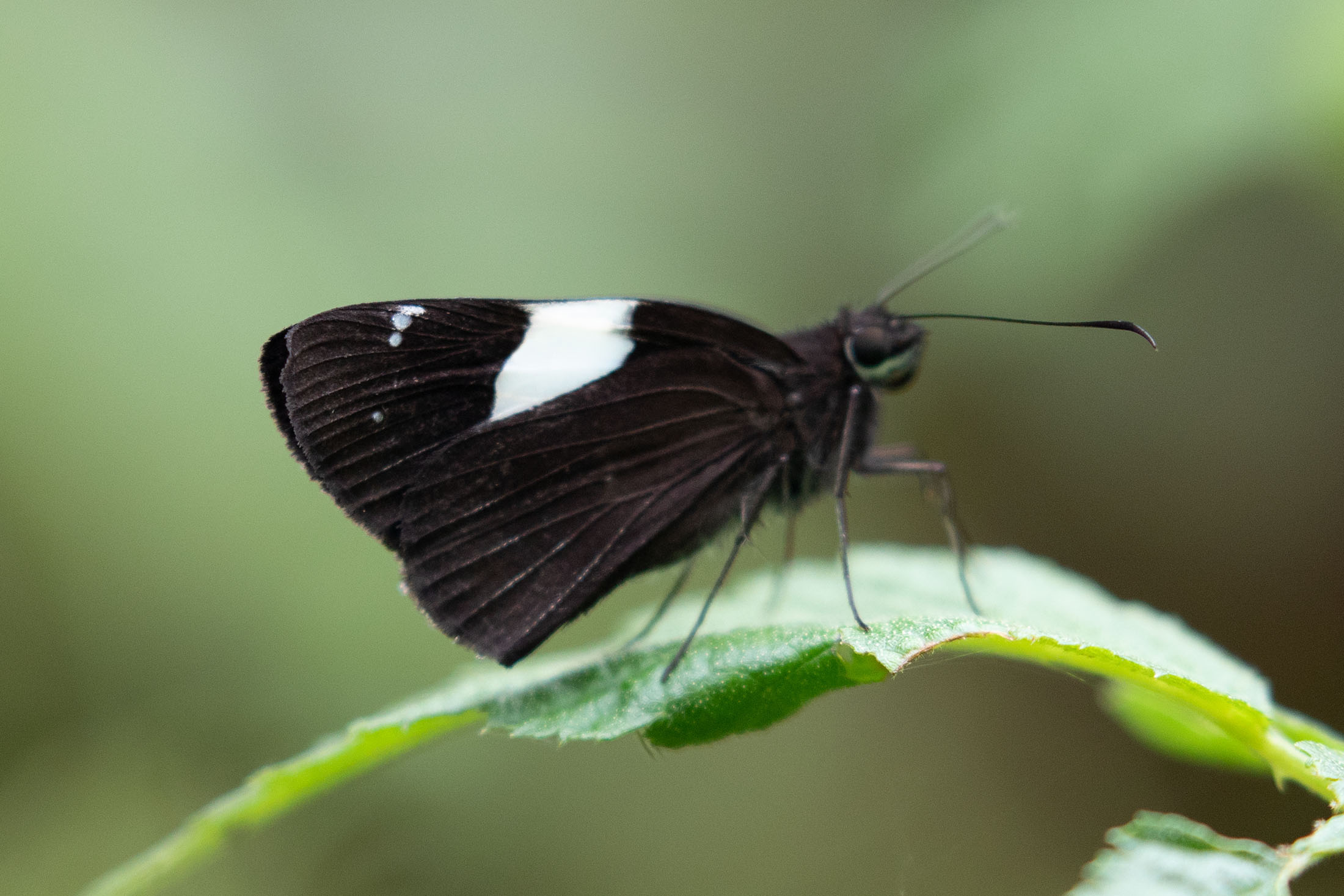
Notorcrypta maria

Notocrypta maria is een vlinder uit de familie van de dikkopjes (Hesperiidae). De wetenschappelijke naam van de soort is voor het eerst geldig gepubliceerd in 1949 door Evans.